# Неаполитанский пиастр

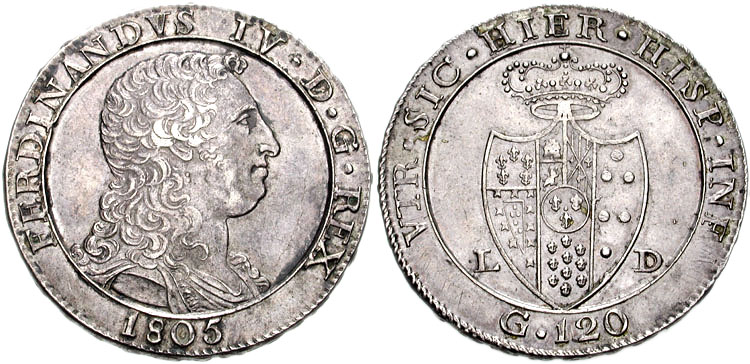
Неаполитанская монета в 120 грано (1 пиастр) 1805 года

Неаполитанский пиастр — наиболее распространённая серебряная монета материковой части Сицилийского королевства, известной как Неаполитанское королевство. Чтобы отличать от монеты, имеющей хождение в Сицилии, её называли «неаполитанским пиастром», противопоставляя «сицилийскому пиастру». Оба пиастра были равны по номиналу, но имели различное деление. Неаполитанский пиастр делился на 120 грано, которые в свою очередь делились на 2 торнезо или 12 кавальо. Также существовали карлино, равный 10 грано, и дукато, равный 100 грано.
Когда в 1812 году Неаполитанское королевство было оккупировано французами, то новый король — Мюрат — пытаясь сделать неаполитанскую денежную систему десятичной, ввёл неаполитанскую лиру. Однако это привело лишь к тому, что после реставрации Бурбонов кавальо стал равняться одной десятой грано, а не одной двенадцатой. После объединения Сицилийского и Неаполитанского королевств в Королевство Обеих Сицилий была введена новая денежная единица — пиастр Королевства Обеих Сицилий, делившийся так же, как неаполитанский пиастр, на 120 грано.

## Монеты
Монеты с номиналом в пиастрах не выпускались. В конце XVIII века имели хождение монеты достоинством в 3, 4, 6, 9 и 12 кавалло, 3, 5, 8 и 10 торнезо, 10 (карлино), 20 (тари), 60 (мецца пиастра) и 120 грано (пиастр), в 2, 3 и 6 дукато. Иногда чеканились серебряные монеты в 50 и 100 грано, но в XVIII веке такой практики уже не было. Кавальо и торнезо чеканились из меди, грано (вплоть до 120 грано, то есть пиастра) — из серебра, монеты более высокого достоинства — из золота.
В 1799 году существовавшая короткое время Партенопейская республика ввела в обращение медные монеты в 4 и 6 торнезо и серебряные монеты в 6 и 12 карлино. После реставрации королевской власти возобновилась чеканка монеты многих старых номинаций, а также продолжена чеканка медной монеты в 4 и 6 торнезо. В 1810 году, в качестве прелюдии к введению неаполитанской лиры, началась чеканка золотой монеты достоинством в 40 французских франков.